# Nasir al-Tusi
Abu Džafar Mohamed Ibn Mohamed ben al-Hasan Nasir ad-din al-Tusi (perzijsko محمد بن محمد بن الحسن الطوسی), perzijski filozof, matematik, astronom, teolog, zdravnik, in erudit, * 18. februar 1201, Tus, provinca Korasan, (danes Iran), † 26. junij 1274, Kadimain pri Bagdadu.

## Življenje in delo
Sprva je bil politično v službi ismailitov, ko pa so Mongoli zavzeli Perzijo in ismaelitske utrdbe, mu je z diplomatsko spretnostjo uspelo stopiti v službo za svetovalca Hulaguja kana. Z zaslugami in dobrimi nasveti je prepričal kana v izgradnjo observatorija v Maragi blizu Urmijskega jezera v Korasanu, ki je bil dokončan leta 1259. Istega leta so Mongoli oplenili in opustošili Bagdad. Okrog sebe je zbral mnogo učenjakov, ki so prišli celo iz Tbilisija in iz Kitajske. Inštrumenti tega observatorija so predstavljali veliko znamenitost. Med njimi so bili obročasta krogla, zidni kvadrant in Sončev obroč. Nasir je umrl na potovanju v Bagdad leta 1274.
S svojo knjigo Traktat o popolnem štirikotniku, (O četverokotniku, Knjiga o diagonalni (transverzalni) figuri) (Kitabu aš-Šaklu-l-kita´) je v Evropo prinesel trigonometrijo in tudi Hajamovo teorijo razmerij, kar je danes sicer težko presoditi. V knjigi je pisal: »Vsako od teh razmerij lahko imenujemo 
število, ki je določeno z enoto prav tako, kakor je eden od členov tega razmerja določen z drugim členom.« Njegovo delo je morala Evropa opraviti sama.
Sistematično je razvil sferno trigonometrijo in jo tako pretvoril v od astronomije ločeno samostojno matematično vejo. Pozneje se je z delom Vièteja, Napierja, Cavalierija, de Borde, d'Alemberta, Lamberta in Gaussa razvila v današnjo uporabno obliko. At-Tusi se je dotaknil tudi problemov ploščinske (ravninske) trigonometrije. Poznal in uporabljal je sinusni izrek za poševnokotni trikotnik. Zgodaj v 8. stoletju so arabski astronomi v trigonometričnih problemih prevzeli grški postopek s tetivami in loki ter indijski postopek funkcije sinus pri stalni hipotenuzi, čeprav so se po vsej verjetnosti nagibali bolj k indijski. Do konca 10. stoletja so določili sinus in še pet preostalih funkcij. Prvi jih je vseh 6 objavil Abul Vefa. Odkrili in dokazali so več osnovnih izrekov trigonometrije, za ravninske in sferne trikotnike. Več matematikov je predlagalo, da namesto grške vrednosti za stalen polmer kroga r = 60 vzamemo r = 1, kar uporabljajo današnje vrednosti trigonometričnih funkcij. Uporabljali so tudi polarni trikotnik za sferne trikotnike. Svoja odkritja so uporabili tako v astronomiji, pri pomoči v računanju astronomskih dogodkov in pri računanju smeri Meke za pet dnevnih molitev, ki jih zahteva muslimanski verski zakon. Arabski učenjaki so izdelali tabele z izredno točnostjo. Njihove tabele sinusov in tangent, s korakom 1/60 stopinje, so bile na primer točne bolj kot ena proti 700 milijonov.
Pri Al-Tusiju najdemo pojem pozitivnega realnega števila.
V astronomiji je Ptolemaja dopolnil z Evdoksom. Prevedel je v arabščino Ptolemaja in Evklida. Gibanja planetov je sestavljal iz kroženj tako umetelno, da je pri njem Ptolemajev izrek dosegel svoj predkoperniški vrh. Al-Tusi je uvedel svojo vrsto modela, podobno Ptolemajevim ekvantom, ki je uporabljal at-Tusijeve pare, kjer je manjši krog krožil znotraj večjega kroga z dvakrat večjim polmerom od manjšega. Tako je pred Kopernikom in Keplerjem v opisovanju gibanja planetov skupaj z Āryabhato I. dosegel Hiparha in Ptolemaja.
Sestavil je nove astronomske tabele al-Zidž al-Il-Kani (dobesedno Il-kanove zvezde) v čast Hulaguja, prvega Il-kana. Dokončal jih je leta 1272 in jih objavil v času vladanja Kana Abaka, drugega Il-kana, Hulagujevega sina. Tabele so bile znane po vsej Aziji. Iz njih je pozneje črpal tudi Kašani. V tem delu je moč videti vpliv kitajske astronomije prek Hulagujevega astronoma Faa Mundžija, ki je sodeloval pri sestavljanju tabel.
V bližini je bila knjižnica, ki jo je prav tako zgradil Hulagu. Imela naj bi 400.000 zvezkov. Večino teh knjig so oropale mongolske vojske iz Sirije, Iraka in Perzije. Poleg del iz geometrije, matematike in astronomije je Nasir at-Tusi pisal mnoge traktate in študije iz geografije, zgodovine in filozofije.
Poskušal je dokazati Evklidov 5. postulat (aksiom o vzporednici). Ti njegovi poskusi kažejo, da je cenil teoretični pristop Grkov. Vplival je na matematike pozneje v renesančni Evropi. John Wallis je celo še v letih 1651 do 1663 uporabljal njegovo delo o 5. Evklidovem izreku. Vprašanje, ali je 5. Evklidov izrek o vzporednicah neodvisen izrek ali pa se ga da izpeljati iz drugih aksiomov, je vznemirjalo matematike 2000 let. Odgovor je poskušal najti že Ptolemej, potem Tabit ibn Kora in at-Tusi, v 18. stoletju pa Saccheri, Lambert in Legendre. Vsi so poskušali dokazati izrek, vendar brez uspeha, čeprav so med raziskovanji dosegli nekaj zelo zanimivih rezultatov. Odgovor je prišel šele z vpeljavo neevklidskih geometrij.
V filozofiji je branil avicennizem pred napadi sunitske teologije, posebno pred Fahr ad-Din Razijem. Nasir at-Tusi velja za tvorca šiitskega avicenizma, ki se je za razliko od kratkotrajnega latinskega v srednjem veku obdržal v šiitski teologiji vse do danes.

### Poimenovanja
Po at-Tusiju se imenuje udarni krater Nasiredin na Luni in Tehniška univerza v Teheranu.